# Batracomorphus anchises
Batracomorphus anchises är en insektsart som beskrevs av Knight 1983. Batracomorphus anchises ingår i släktet Batracomorphus och familjen dvärgstritar. Inga underarter finns listade i Catalogue of Life.